# Inazuma Eleven GO vs. Danbōru Senki W
Inazuma Eleven Go vs. Danball Senki W (яп. イナズマイレブンGO vs ダンボール戦機W) — японский анимационный фильм-кроссовер между вселенными Inazuma Eleven, Inazuma Eleven Go и «LBX — Битвы маленьких гигантов». Премьера фильма состоялась 1 декабря 2012 года.

## Сюжет
Команда Ариона Шервинда (Тэммы Мацукадзе) «Новая молния Японии» и команда «Молния Японии» Марка Эванса (Мамору Эндо) встречаются в своём мире на Стадионе Святого Пути. Лидирует команда Марка, но матч прерывает восстание миниатюрных роботов LBX, организованное Стерном. Ребята не понимают, что происходит, а роботы тем временем атакуют стадион, причиняя большой урон главным героям. Над Стадионом Святого Пути пролетает межпространственный шаттл с Ваном Ямано, Кацу Уолкером, Ами Коэн, Ран Ханасаки, Джастином Кайдо, Нильсом Рихтером, Хиро Озорой, Джессикой Кайос и Аской Кодзё на борту. Из взрослых людей на шаттле находится доктор Джон Ямано. Ребята выпускают собственных роботов LBX и стараются защищать футболистов, не понимающих, почему они сражаются друг с другом и воспринимающих их как врагов. Самый маленький член команды, Жан-Пьер Лапин, в ходе разговора принимает робота Вана Икаруса Зироу за инопланетянина. Присоединившийся к переговорам робот Хиро Сила Икаруса уговаривает ребят с помощью своих способностей уничтожить табло со счётом, так как высвободившийся электромагнитный импульс уничтожит большую часть автономных роботов. План удаётся, однако появляется неизвестный персонаж - Флора, и начинает стирать стадион и город вокруг него. Марк Эванс и его команда стираются вместе с ними, спасая тем самым команду Ариона. Прилетевший Фэй Рун увозит свою команду со стадиона и они знакомятся с персонажами из вселенной Danball Senki. Ван и Хиро демонстрируют роботов Ариону и его команде, те учат их играть в футбол, а девочки-болельщицы готовят еду на весь лагерь. Внезапно они сталкиваются с Флорой, о чьём существовании никто не знал до этого момента. Девочка изображает испуг, столкнувшись с ними. Они постепенно сближаются. Оказывается, что Флора очень любит цветы, потому что в её мире их нет. Но вскоре на ребят нападает дроид-убийца Виверна W и уничтожает Ахиллеса Дида (робота Кацу) и Пандору (робота Ами). Впоследствии Виверна была побеждена.

## Персонажи
Inazuma Eleven GO:
- Тенма Мацукадзе
- Кеске Цуруги
- Такуто Синдо
- Ранмару Кирино
- Синсукэ Нисидзоно
- Тайю Амемия
- Хакурюу
- Хьюга Юкимура
- Кинако Нанобана
- Масаки Кария
- Рюма Нисики
- Руна Фей

Взрослые:
- Мамору Эндоу
- Шууя Гоэндзи
- Широ Фубуки
- Ичироута Каземару
- Акио Фудоу
- Хейгоро Кабэяма
- Джиро Сакума
- Юуто Кидоу
- Цунами Джосуке
- Рюуго Сомеока
- Хирото Кирари
- Полный список: Список персонажей Inazuma Eleven GO

Danbōru Senki W:
- Бан Ямано
- Хиро Озора
- Ран Ханасаки
- Дзин Кайдо
- Казуя Аосима
- Ами Кавамура
- Юя Хайбара
- Аска Кодзе
- Джессика Кайос